# Volta à Comunidade de Madrid
A Volta à Comunidade de Madris (oficialmente: Vuelta a la Comunidad de Madrid) é uma corrida de ciclismo profissional por etapas que se disputa na Comunidade de Madrid, na Espanha. A maioria de suas edições disputaram-se em categoria amador.
Disputa-se desde 1983. As primeiras edições, até 2004, era reservada para corredores amadoras. Dois anos depois incorporou-se ao circuito profissional do UCI Europe Tour, dentro da categoria 2.2 (última categoria do profissionalismo), para posteriormente ascender à categoria 2.1 no 2008 (podendo correr neste caso equipas de categoria UCI ProTour). Pese a isso a coincidência em datas com o Tour de France fez que a participação não seja destacada, por isso a partir do 2011 se disputou no mês de maio.
O número de etapas e dias têm variado, tendo desde 5 etapas em 5 dias até as 3 etapas em 2 dias das últimas edições. Acabando a prova sempre em Madrid, ainda que a partir de 2009, coincidindo com a redução a 3 etapas em 2 dias, Madrid é o lugar de início sendo a etapa de montanha a que dá fechamento à rodada. Na edição do 2012 eliminou-se o duplo sector endurecendo-se a etapa rainha (2 etapas em 2 dias).
Está organizada pela Federação Madrilena de Ciclismo.

## Volta à Comunidade de Madrid sub-23
Com respeito à prova amador no 2008 recuperou-se e a partir de 2011 também ascendeu ao circuito profissional do UCI Europe Tour, neste caso em categoria 2.2U (última categoria do profissionalismo limitada a corredores sub-23). Disputa-se no mês de julho sendo das poucas corridas em Espanha, nesse ano, com essa categoria, junto ao Cinturón a Mallorca, Volta a Extremadura, Circuito Montanhês (que finalmente não se disputou), Volta a Leão e Cinturó de l'Empordá e a única delas limitada a corredores sub-23 por isso a maioria de equipas participantes são amadoras.
Durante os anos que não se disputou (2005-2007) se correu em seu lugar a "Estrada do Vinho Junior" para corredores juvenis.
Está organizada pela Associação Desportiva San Marval.

## Palmarés
Em amarelo: edição amador.

### Profissional
| Ano                                             | Vencedor                | Segundo                        | Terceiro                |
| ----------------------------------------------- | ----------------------- | ------------------------------ | ----------------------- |
| edições amador                                  |                         |                                |                         |
| 1983                                            | Ángel Mayordomo         | Joan Caldentey Perelló         | Laudelino Cubino        |
| 1984                                            | Anselmo Fuerte          | Manuel Guijarro Doménech       | Roberto Torres          |
| 1985                                            | Juan Carlos Chouzas     | José Ignacio Cano              | Joaquim Faura           |
| 1986                                            | Antonio Sampedro        | Iván Alemany                   | José Ignacio Moratinos  |
| 1987                                            | Santos Hernández        | Fabrizio Bontempi              | Pedro Antonio Marquina  |
| 1988 edição não realizada                       |                         |                                |                         |
| 1989                                            | Torres Herrerias        |                                |                         |
| 1990                                            | Bernardo González       | Juan Carlos García González    | Manuel Pascual Soler    |
| 1991                                            | David Plaza             |                                |                         |
| 1992                                            | Javier Díaz             | Juan Carlos Domínguez          | Ramon García            |
| 1993                                            | Javier Díaz             |                                |                         |
| 1994                                            | David Plaza             | Mariano Moreda                 | Domingo José Segado     |
| 1995                                            | José Luis Rebollo       | Miguel Ángel Martín Perdiguero | Isaac Villanueva        |
| 1996                                            | David Navas             | César García Calvo             | David Martínez          |
| 1997                                            | Vladislav Borisov       |                                |                         |
| 1998 edição não realizada                       |                         |                                |                         |
| 1999                                            | Alberto Hierro Seco     |                                |                         |
| 2000                                            | Sergio Villamil         | Pablo Fernández Pérez          | David Arroyo            |
| 2001 edição não realizada                       |                         |                                |                         |
| 2002                                            | Carlos Castaño Panadero |                                |                         |
| 2003                                            | Antonio López           | Mikel Elgezabal                | Julio Domínguez         |
| 2004                                            | Antonio López           | Gustavo Toledo                 | Mauricio Ortega         |
| 2005 edição não realizada edições profissionais |                         |                                |                         |
| 2006                                            | Sergi Escobar           | Jesús Ramírez                  | Mikhail Ignatiev        |
| 2007                                            | Manuel Lloret           | Ángel Vicioso                  | Carlos Castaño Panadero |
| 2008                                            | Oleh Tschuschda         | Francisco Mancebo              | Constantino Zaballa     |
| 2009                                            | Héctor Guerra           | Alejandro Valverde             | Xavier Tondo            |
| 2010                                            | Sergio Pardilla         | Fortunato Baliani              | Iván Melero             |
| 2011                                            | Rui Costa               | Javier Moreno                  | Jonathan Castroviejo    |
| 2012                                            | Serguei Firsanov        | Nairo Quintana                 | Rémy Di Gregorio        |
| 2013                                            | Javier Moreno           | Mikel Landa                    | Delio Fernández         |
| 2014 edição não realizada                       |                         |                                |                         |
| 2015                                            | Evgeny Shalunov         | Diego Rubio                    | Alberto Gallego         |
| 2016                                            | Juan José Lobato        | Jesús Herrada                  | Daniele Ratto           |
| 2017                                            | Óscar Sevilla           | Raúl Alarcón                   | Fabricio Ferrari        |
| 2018                                            | Edgar Pinto             | Fabio Duarte                   | Jonathan Caicedo        |
| 2019                                            | Clément Russo           | Romain Hardy                   | Carlos Barbero          |

### Profissional sub-23
| Ano       | Vencedor             | Segundo            | Terceiro              |
| --------- | -------------------- | ------------------ | --------------------- |
| 2008      | Tony Hurel           | João Pedro Pereira | Gorka Izagirre        |
| 2009      | Rubén Martínez       | Alexander Ryabkin  | Jesús del Pino        |
| 2010      | Daniel Díaz          | Pablo Marcosano    | Juan Sebastián Tamayo |
| 2011      | Bob Rodriguez        | Jimmy Janssens     | Haritz Orbe           |
| 2012      | edição não realizada |                    |                       |
| 2013      | Petr Vakoč           | Haritz Orbe        | Marcos Jurado         |
| 2014-2020 | não se disputou      |                    |                       |
| 2021      | Elias Maris          | Xabier Isasa       | Robbe Claeys          |
| 2022      | Abel Balderstone     | Marcel Camprubí    | Alejandro Franco      |
| 2023      | Diego Uriarte        | Jaume Guardeño     | Maksym Bilyi          |

Em amarelo: edições amador

## Palmarés por países
Actualizado após edição de 2023
| País      | Vitórias |
| --------- | -------- |
| Espanha   | 21       |
| França    | 2        |
| Argentina | 1        |
| Rússia    | 1        |
| Chéquia   | 1        |
| Bélgica   | 1        |

| País     | Vitórias |
| -------- | -------- |
| Espanha  | 7        |
| Rússia   | 2        |
| Portugal | 2        |
| Ucrânia  | 1        |
| França   | 1        |